# Weibern (Eifel)
Weibern is een plaats in de Duitse deelstaat Rijnland-Palts, en maakt deel uit van de Landkreis Ahrweiler.
Weibern telt 1.530 inwoners.

## Bestuur
De plaats is een Ortsgemeinde en maakt deel uit van de Verbandsgemeinde Brohltal.

## Sint Barbarakerk
De oude Sint-Barbarakerk (Alte Kirche St. Barbara) is een rooms-katholieke parochiekerk van Weibern. Het kerkgebouw is een van de weinige neogotische kerken in de regio die nog geheel in oorspronkelijk staat is en is gelegen aan de Kirchstraße 2.